# Kosjtjei den udødelige
Kosjtjei den udødelige (russisk: Кащей Бессмертный) er en sovjetisk film fra 1945 af Aleksandr Rou.

## Medvirkende
- Sergej Stoljarov som Nikita Kozjemjaka
- Aleksandr Sjirsjov som Bulat Balagur
- Galina Grigorjeva som Marija Morevna
- Georgij Milljar som Kasjjej
- Ivan Ryzjov